# Card image
Una "card image" o imatge de targeta és un terme tradicional que descriu una cadena de caràcters, normalment de 80 caràcters de longitud, que estava, o podia estar, continguda en una única targeta perforada. Les targetes IBM, BULL-GE, HIS, tenien una longitud de 80 caràcters. Les targetes UNIVAC tenien 90 caràcters. Els fitxers d'imatge de la targeta emmagatzemats a la cinta magnètica o al disc s'utilitzaven normalment per a l'entrada o sortida de dades amb el format d'una targeta simulada.
Una targeta perforada normalment contenia diversos camps de dades, alguns numèrics i altres alfabètics. Molts formats de dades, com ara el BCD de sis bits o el format de fitxer d'imatge FITS, encara utilitzen imatges de targetes com a blocs bàsics, tot i que les targetes perforades han quedat majoritàriament obsoletes.